# John Doerr

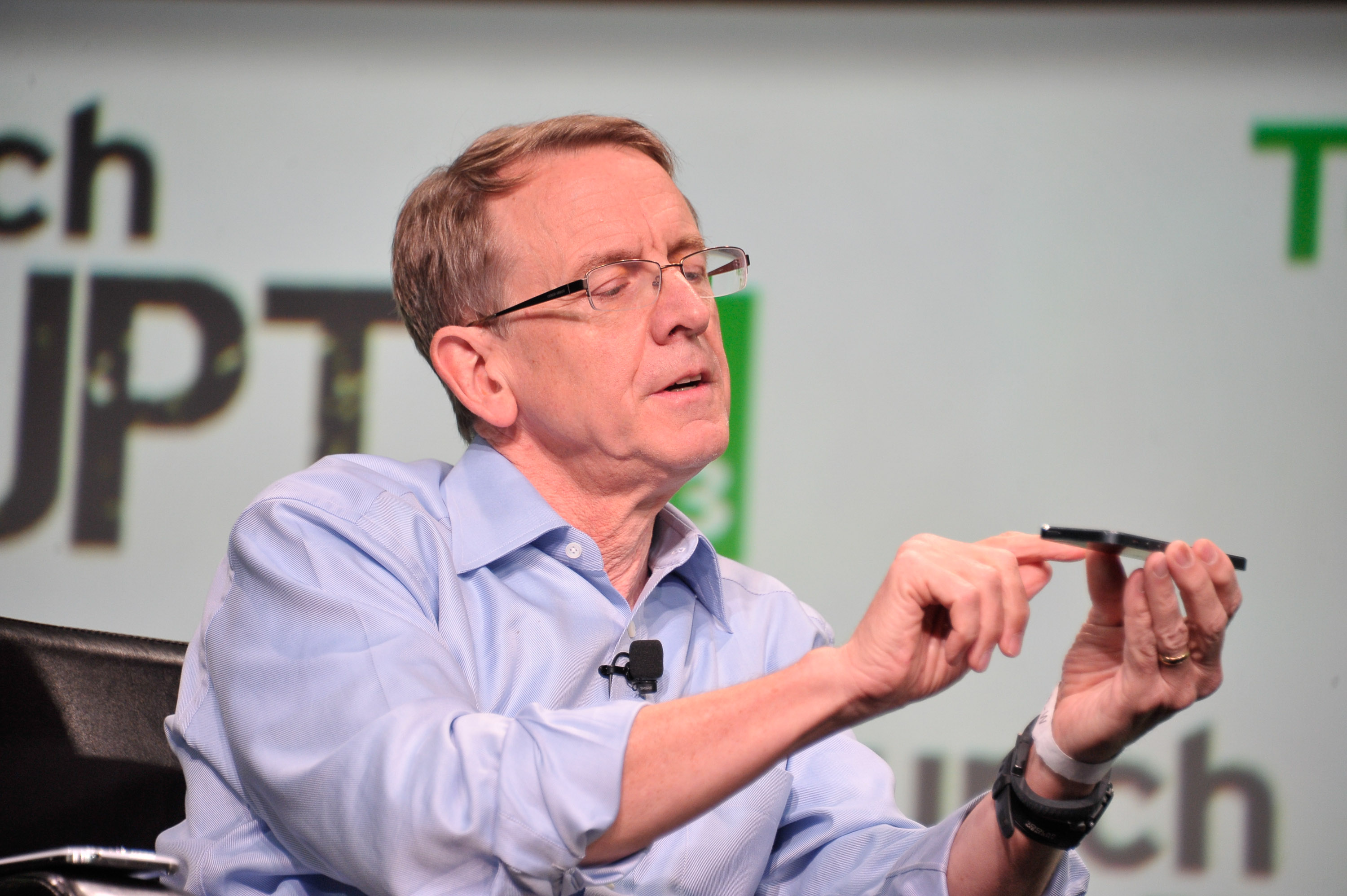
John Doerr (2013)

Louis John Doerr (* 29. Juni 1951 in St. Louis) ist ein amerikanischer Manager für Risikokapital bei der im kalifornischen Silicon Valley ansässigen Beteiligungsgesellschaft Kleiner Perkins, früher Kleiner Perkins Caufield & Byers (KPCB) in Menlo Park. Dort arbeitete er unter anderem mit Al Gore und Colin Powell zusammen. Er tritt zudem als Philanthrop in Erscheinung.

## Leben und Werk
Doerr besitzt einen Master-Abschluss in Elektrotechnik der Rice University.
Er begann seine Berufskarriere bei Intel 1974 kurz nachdem das Unternehmen den 8080-Prozessor vorstellte, der Intel zum Durchbruch verhalf. Er war dort als Mitentwickler von Magnetspeicherelementen und im Verkauf tätig. Berufsbegleitend machte er ein MBA-Studium an der Harvard Business School.
Seit 1980 arbeitete er bei Kleiner Perkins (KP), welche in den 1980er-Jahren noch in San Francisco ansässig war. Während dieser Anfangszeit gründete er mit Unterstützung durch KP die Softwarefirma Silicon Compilers und war Mitgründer der Breitbandinternet-Firma @Home.
1996 ist KPCB nach Menlo Park umgezogen. Doerr wurde Partner von KPCB. Bis 2016 war er geschäftsführender Partner (Chairman) von KPCB. Er war unter anderem hauptverantwortlich für die Finanzierung von Unternehmen wie Google, Amazon, Compaq, Macromedia, Netscape, Sun Microsystems, Symantec, Twitter, Uber und Zynga. Nachdem KPCB das japanische Konzept von Firmenzusammenarbeit Keiretsu ebenfalls anwendete, erfolgte der Zusammenschluss der zwei KPCB-mitfinanzierten Unternehmen Excite (Internet-Portal) und @home (Breitbandinternet) zur neuen Firma excite@home. Diese Firma wurde zum Beispiel nicht erfolgreicher Firmen, welche ebenfalls aus Frühfinanzierungen hervorgehen. Das Ende kam 2002 mit dem entsprechenden Konkursverfahren.
Doerr ist unter anderem bei Google und Amyris Biotech Mitglied des Aufsichtsrats. Früher war er bis 2010 bei Amazon und Sun Microsystems im Aufsichtsrat. Neben seiner fortgesetzten Arbeit für KB als Berater investiert er auch über seine eigenen Family Funds. Er bezeichnet Künstliche Intelligenz als die gegenwärtig wichtigste neue Welle von Innovationen.
Durch die erfolgreiche Finanzierung führender Technologieunternehmen wurde er in die Midas List des Forbes Magazine aufgenommen, auf der er 2008 Platz 1 belegte.

## Auszeichnungen
- 2008 Alumni Achievement Award der Harvard Business School[2]
- 2009 Mitglied der American Academy of Arts and Sciences
- 2010 Aufnahme in die California Hall of Fame
- 2019 Golden Plate Award der American Academy of Achievement[6]

## Veröffentlichungen
- BUILDERS & TITANS: John Chambers. TIME, 12. Mai 2008, abgerufen am 27. Juli 2023.
- OKR - Objectives & Key Results: wie Sie Ziele, auf die es wirklich ankommt entwickeln, messen und umsetzen. Verlag Franz Vahlen, München 2018, 254 S. ISBN 978-3-8006-5773-5 (Nach Doerr beruht diese Veröffentlichung auf einem Prinzip, welches Andrew Grove von Intel ihm vermittelt hat.[3])
- mit Ryan Panchadsaram: Speed & Scale: AN ACTION PLAN FOR SOLVING OUR CLIMATE CRISIS NOW. Penguin Random House 2021. ISBN 978-0-593-42047-8 (englisch)

## Privat
John Doerr ist verheiratet und lebt mit seiner Frau und zwei Töchtern in Woodside (USA). Er gilt als Unterstützer der Demokraten und engagiert sich insbesondere für den Klimaschutz.
Das Ehepaar Doerr trat schon im ersten Jahr nach der Gründung 2010 dem The Giving Pledge bei.
Die Universität Stanford erhielt im Jahr 2022 für die Errichtung der Stanford Doerr School of Sustainability vom Ehepaar Doerr 1,1 Milliarden US-Dollar, was die höchste Summe darstellt, die jemals einer Universität für die Gründung einer neuen „School“ (Abteilung) gespendet wurde; Doerr zufolge sei das Studium des Klimawandels und der Nachhaltigkeit die „neue Informatik“ und damit besonders zukunftsrelevant.
Im April 2022 wurde sein Privatvermögen von Forbes auf 12,7 Milliarden US-Dollar geschätzt. Er gehörte damit zu den reichsten Amerikanern.